# 臧國仁
臧國仁，出生於台北市，國立政治大學新聞系學士，美國北德州州立大學新聞系碩士，美國德克薩斯州大學奧斯汀分校新聞系傳播學博士。研究領域涵蓋新聞報導與消息來源、時間論述與新聞報導、老人傳播、敘事傳播。現任國立政治大學新聞系退休教授。

## 經歷
- 輔仁大學大眾傳播系、所副教授
- 香港浸會大學傳理學系訪問學人
- 國立政治大學新聞系教授
- 2017年二月退休

## 研究領域
- 敘事傳播
- 老人傳播
- 時間論述與新聞報導
- 新聞報導與消息來源
- 新聞框架
- 新聞與再現

## 著作及期刊论文
部分著作：
- 臧國仁、蔡琰（2017）。《敘事傳播：故事／人文觀點》。台北：五南。
- 蔡琰、臧國仁（2011）：《老人傳播：理論、研究與教學實例》，台北：五南。
- 臧國仁、蔡琰編著。（2007）：《新聞訪問理論與個案》，台北：五南。
- 臧國仁（1999）。《新聞媒體與消息來源 – 媒介框架與真實建構之論述》。台北：三民。